# Saint-Lambert-du-Lattay
Saint-Lambert-du-Lattay è un comune francese soppresso e frazione del dipartimento del Maine e Loira nella regione dei Paesi della Loira. Dal 31 dicembre 2015 si è fuso con il comune di Saint-Aubin-de-Luigné per formare il nuovo comune di Val-du-Layon di cui è capoluogo.

## Società

### Evoluzione demografica
Abitanti censiti